# ドーニャ・イサベル・デ・レケセンス・イ・エンリケス・デ・カルドナ＝アングレソーラの肖像
『ドーニャ・イサベル・デ・レケセンス・イ・エンリケス・デ・カルドナ＝アングレソーラの肖像』（ドーニャ・イサベル・デ・レケセンス・イ・エンリケス・デ・カルドナ＝アングレソーラのしょうぞう、仏: Portrait d'Isabelle de Requesens, vice-reine de Naples、英: Portrait of Doña Isabel de Requesens y Enríquez de Cardona-Anglesola）は、1518年ごろに制作された絵画で、かつてはジョヴァンナ・ダラゴーナを描いたものだと考えられていた。ラファエロ・サンティとジュリオ・ロマーノ、またはラファエロ派など様々に帰属がなされてきたが、現在では一般的にラファエロの素描にもとづいてジュリオ・ロマーノが制作したものと解釈されている。作品は現在、ルーヴル美術館のランス別館に所蔵されている。

## 歴史
1518年、美しい女性の肖像画を収集していたフランス王フランソワ1世のために、教皇レオ10世に代わってビッビエーナ枢機卿からラファエロに『ナポリ副王の妻』の肖像画が依頼された。 ブラントームは、人物をジョヴァンナ・ダラゴーナだと解釈したが、1997年の研究により、むしろ彼女は1509年から1522年までナポリ副王であったラモン・デ・カルドーナの妻であったイサベル・デ・レケセンス（Isabel de Requesens）であることが示された。
マニエリスム期の画家で、『画家・彫刻家・建築家列伝』を著したジョルジョ・ヴァザーリによると、ラファエロは自身に責任のあったこの肖像画を描くために彼の若い助手の1人であるジュリオ・ロマーノをナポリに送ったが、顔だけはラファエロが描いた。ラファエロ自身、フェラーラ公に下絵を送り、絵画は弟子をナポリに派遣して描かせてものだと言明している。この委嘱に関してジュリオ・ロマーノの制作を確認する文献が残っているが、顔は確かに変更されている。また、ヴァザーリの記述は、ラファエロとジュリオ・ロマーノに帰属されてきたモナ・リザとしての『イザベッラ・ダラゴーナの肖像』にもあてはまるが、この作品は「ナポリのイザベッラ」として知られるイザベッラ・ダラゴーナを描いている。
『イサベル・デ・レケセンスの肖像』 の下絵の制作者について、意見は異なっている。この下絵は、おそらく『イザベッラ・ダラゴーナの肖像』（ラウトポルト・ドゥスレルは完全にジュリオ・ロマーノの手になるとみなした）にも再利用された。しかし、現在、両作品とも一般的にラファエロの意匠にもとづくものと考えられており、すでにフランソワ1世のコレクションにあったダ・ヴィンチの『モナ・リザ』（ルーヴル美術館、「ジョコンダ」としても知られる）との視覚的関連性からラファエロの「ジョコンダ」として言及されている。『イザベッラ・ダラゴーナの肖像』が複製である可能性もある。作品を所蔵するローマのドーリア・パンフィーリ美術館では、ラファエロの「追随者」の作品として目録に載せている。
本作の数々の複製が存在しているが、ヴァザーリによれば完全にジュリオ・ロマーノの手になる複製が本作と同時に制作され、フランソワ1世への贈り物に含まれていた。ブラントームは、フォンテーヌブローの王の居室で1枚のヴァージョンを、王妃の居室でもう1枚のヴァージョンを見たと報告している。
『イサベル・デ・レケセンスの肖像』 は、16世紀半ばにフランチェスコ・プリマティッチオにより修復されたが、その時、あるいは18世紀に本来の板からキャンバスに移転された。

## 作品

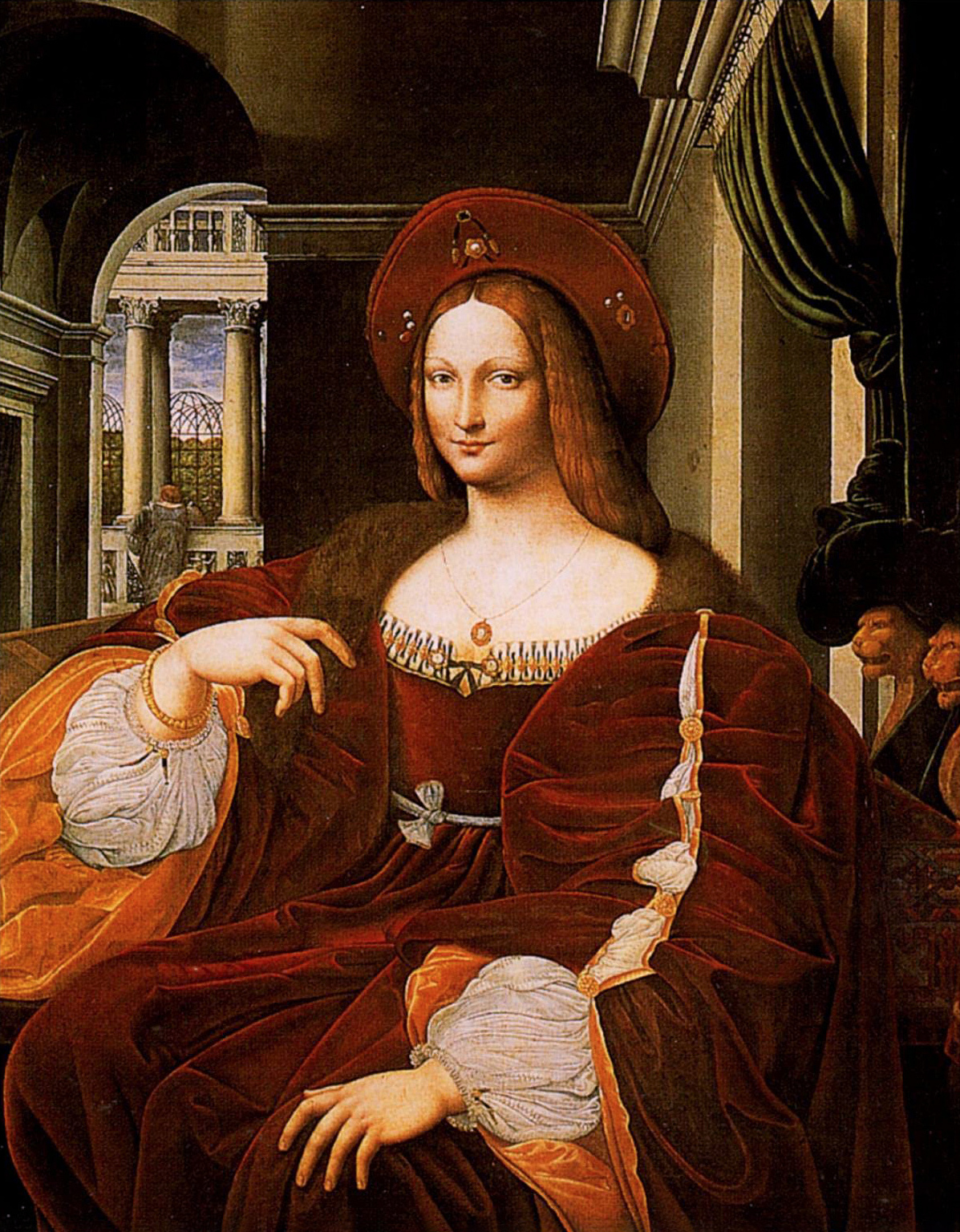
『イザベッラ・ダラゴーナの肖像』も、ジュリオ・ロマーノとラファエロに帰属されている。

本作は、描かれている貴婦人の洗練された容貌や華麗な宮廷ファッションを伝えている。彼女は鑑賞者の左側を向き、座っている姿で表されている。彼女は金の縁取りのある深紅色のベルベットのドレスを身に着けており、その袖にはスリットが入っていて、シュミーズのクリーム色の布地が露わになっている。縁に宝石のある帽子を被っているが、その形は光輪を示唆する。4分の3正面向きで、片手は肩の周りの毛皮に触れ、もう1方の手は膝に載せられている。
背景では、女性がロッジアの手すりに身をもたせ掛け、庭園を見下ろしている。丸天井は、ローマのヴィラ・ファルネジーナにある「プシュケのロッジア」にラファエロが描いた「アモールとプシュケ」の物語から引用したものである。彼女の緩く広がった髪の毛 、赤色の衣服（ペトラルカにとっての愛の色）、鑑賞者と目線を合わせていることはすべて官能的なものである。さらに、この肖像画は膝の描写を含んでいることにより革新的で、さらに膝は視覚できるように開かれている。また、彼女の手は開かれた膝を隠蔽すべく貞淑に重ねれてはいない。絵画の構図は、9/12/16の音楽比率に基づいている点で他のラファエロの肖像画と対応している。
イサベル・デ・レケンスもジョヴァンナ・ダラゴーナも名高い美女であった。ジョヴァンナはアゴスティーノ・ニーフォの詩『De pulchro et amore』の主題で、絵画中の彼女は形式的であると同じくらい真実の姿であると提言されている。
両作とも、右側にライオンに似たネコの彫像を登場させているが、それはレオナルド（イタリア語で、レオーネはライオン）をふざけて示唆したものである。『イサベル・デ・レケセンスの肖像』中の背景の女性は、『イザベッラ・ダラゴーナの肖像』では男性に取って代わられている。 両作の背景の女性も男性も、それぞれ『モナ・リザ』の人物と画家を示唆しているのかもしれない。
エドゥアール・マネは、彼の妻シュザンヌの堂々たる絵画『読書』 (オルセー美術館) を描いたとき、おそらく本作を念頭に置いていた。